# Bídníci
Les Misérables (francouzsky ubožáci, chudáci, ale též bídáci, mizerové), překládáno jako Bídníci či Ubožáci, je román Victora Huga z roku 1862. Tento román byl velmi úspěšný a prakticky ihned po svém vydání byl přeložen do mnoha jazyků. Do češtiny jej přeložili například Vincenc Vávra Haštalský (1863), Emanuel z Čenkova (1897), Marie Majerová (1918), K. Herman (1926), Karel Čvančara (1928) a Zdeňka Pavlousková (1975). Postupem doby byl mnohokrát zfilmován i jinak zpracováván.
Román Bídníci působí nespojitě a jediným dějovým pojítkem je hlavní postava Jean Valjean, který je zpočátku vězněm číslo 24601. Jean Valjean byl odsouzen za krádež chleba k pěti letům na galejích, ale kvůli pokusům o útěk je vězněm devatenáct let. Po propuštění se setká s biskupem Myrielem, kterému ukradne stříbrné příbory a svícny. Valjeana brzy s lupem dopadnou, ale biskup policii řekne, že mu svícny a příbory daroval. Tento šlechetný skutek změní Jeanu Valjeanovi celý život. Stává se z něj úspěšný podnikatel, který svého bohatství využívá ve prospěch chudých. Jako protiklad chování Jeana Valjeana je v knize zdůrazňováno chování policejního prefekta Javerta, který se tak stává příkladem „pedantské“ moci (respektive „přísného řádu“. Javert až slepě dodržuje zákon, Jean Valjean je pro něj navždy galejník a jako s takovým s ním i zachází).

## Kompozice díla
Román je rozdělen do pěti částí, každá část rozdělená do knih a každá kniha se dále dělí na kapitoly. Ačkoli v tomto dělení kapitoly zpravidla nepřekročí několik stran, má kompletní kniha přes 1200 stran. Některé kapitoly odbočují od hlavní dějové linie a líčí jiné obrazy, například důležité historické momenty Francie 19. století jako je bitva u Waterloo (1815) a povstání v Paříži (1832), nebo prostředí galejí či pařížského stokového podzemí. Kromě toho v románu nalezneme řadu úvah na téma společnost, náboženství, etika a politika.

Jedná se o jeden z nejdelších románů vůbec, v původní francouzštině sčítá 655 478 slov. Hugo své naděje ohledně knihy popsal svému italskému nakladateli:
Nevím, zda si ji přečte každý, ale je určena všem. Obrací se k Anglii stejně jako ke Španělsku, k Itálii stejně jako k Francii, k Německu stejně jako k Irsku, k republikám, které poskytují útočiště otrokům, stejně jako k říším s nevolníky. Společenské problémy přesahují hranice. Zranění utrpěná lidstvem, ty ohromné rány rozseté po celém světě, se nezastaví u modrých a červených čár nakreslených na mapách. Kdekoli, kde se najdou muži neznalí a zoufalí, kdekoli se ženy prodávají za kus chleba, kdekoli se dětem nedostává knih, ze kterých by se mohly učit, nebo tepla krbu, Les Misérables klepe na dveře a říká: „Otevřete, jsem tu pro Vás.“
Někteří autoři vytvořili zkrácené adaptace Hugova románu, ve kterých podstatně zužují epickou šíři románu, zjednodušují vyprávění a omezují autorovy morální úvahy.

### Odbočky
Více než čtvrtina románu – tedy 955 stran z 2 783 – je věnovaná úvahám, které se buď zaobírají morálkou, anebo dávají prostor Hugovým encyklopedickým znalostem, ale které samotný příběh ani vedlejší dějové linie nijak nerozvíjí. Stejný způsob Hugo použil i při psaní svých dalších děl, například Chrám Matky Boží v Paříži nebo Dělníci moře. Životopisec A. F. Davidson k tomuto poznamenal, že „Odbočky génia je snadné prominout“. Mezi témata, kterým se Hugo věnuje, patří klášterní náboženské řády, výstavba pařížské kanalizační sítě, argot a pařížské děti ulice. Kapitolu o klášterech dokonce nazval „Parenthèse“ („Vsuvka“ v překladu Pavlouskové), aby čtenáře upozornil, že je z hlediska příběhu bezvýznamná.

Dalších 19 kapitol (Část II, kniha I) věnuje popisu bitvy u Waterloo a úvahám o jejím historickém významu. Hugo toto bitevní pole v roce 1861 navštívil a román zde dokončil. Druhá část tedy začíná tématem tak odlišným, až se může zdát, že se jedná o úplně jinou knihu. Vzhledem k tomu, že tato „odbočka“ zabírá tak velkou část textu, je nutné číst ji v kontextu hlavní dějové struktury. Hugo vyvozuje vlastní závěry, Waterloo bere jako důležitý historický okamžik, ale rozhodně ne jako vítězství opozičních sil.
Waterloo, které rázně zakročilo proti boření evropských trůnů mečem, nemělo jiného účinku, než že revoluční práce pokračovala z jiné strany. Vláda šavle končí, dochází na myslitele. Století, které Waterloo chtělo zastavit, kráčí dál svou cestou. Neblahé vítězství bylo přemoženo svobodou.
Literární vědec Victor Brombert tuto sekci nazval „duchovní bránou“ románu, jelikož náhodné setkání Thénardiera s kolonelem Pontmercym je předzvěstí i mnohých dalších střetnutí, ke kterým v průběhu románu dochází, při kterých se „prolíná náhoda s nezbytností“ a dochází ke „střetu mezi hrdinstvím a ničemností“.
I když se Hugo zrovna neuchyluje k tématům mimo narativ, někdy přímočaré vypravování událostí narušuje – jeho hlas a vláda nad příběhem nejsou nijak spoutané časovou posloupností. Román začíná v roce 1815 představením biskupa z Digne a ihned pokračuje: „Ačkoliv se tato podrobnost v podstatě nijak netýká toho, o čem se chystáme vyprávět…“ Až po 14 kapitolách Hugo opět uchopí nit, kterou po úvodu opustil, „Počátkem měsíce října 1815…“, aby představil Jeana Valjeana.

## Hugova inspirace

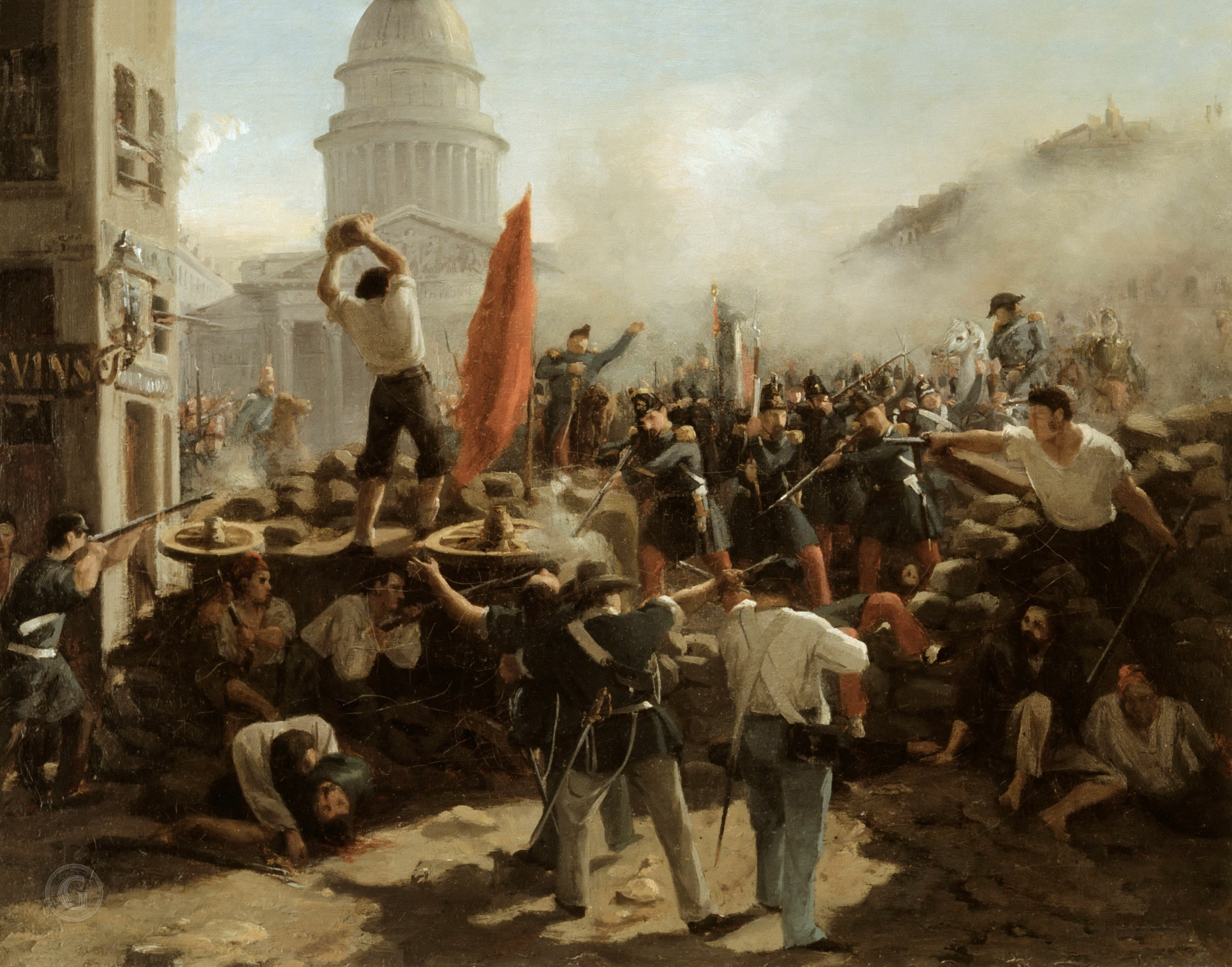
Na barikádách na ulici Soufflot v Paříži, 25. června 1848 (1848-49), autor obrazu: Horace Vernet

22. února roku 1846 byl Hugo svědkem incidentu, který zahrnoval dva vojáky a muže v otrhaném oblečení s krvavými obvazy kolem kotníků. Muž ukradl bochník chleba, podobně jako Jean Valjean. Když ho vojáci odváděli do kasáren, všiml si Hugo, že muž pozoruje honosný kočár, ve kterém si dobře oděná žena hrála se zhruba ročním dítkem. Tento pohled vedl Huga k zamyšlení. Ve svém memoáru píše: „Ten muž pro mě už nebyl člověkem, ale přízrakem bídy, příkrým, znetvořeným a žalostným zjevením za denního světla, ve sluneční záři, přízrakem revoluce, která je stále ponořená v temnotě, ale která se blíží…Jakmile tento muž zpozoruje ženinu existenci, zatímco ona si není vědoma té jeho, je pohroma neodvratitelná.“ 
Valjeanova postava je volně založena na životě bývalého trestance jménem Eugène-François Vidocq, který se stal ředitelem jednotky tajné policie a později založil první soukromou detektivní agenturu ve Francii. Také byl obchodníkem, znám především pro svou společenskou angažovanost a filantropii. Vidocq se také stal inspirací pro Hugova Clauda Gueuxe ze stejnojmenné povídky a pro knihu Le Dernier jour d'un condamné (Poslední den odsouzence). 
V roce 1823, několik let potom, co byla Vidocqovi udělena milost, zachránil jednoho z dělníků ve své papírně tím, že rameny nadzvedl těžký vůz – zrovna jako Valjean při záchraně starého Faucheleventa. Hugův popis Valjeanovy záchrany námořníka lodi Orion je skoro přesný přepis dopisu, ve kterém Baron La Roncière popisuje podobnou událost. Postava Myriela byla inspirovaná mužem jménem Bienvenu de Miollis (1753-1843), který byl biskupem v Digne v době, kdy se Valjean s Myrielem setkává.
Odjezd vězňů z galejní věznice v Toulonu popsal Hugo už v jednom ze svých dřívějších příběhů, Le Dernier Jour d’un Condamné. V roce 1839 Toulon navštívil, aby si věznici mohl prohlédnout a ačkoli knihu začal psát až v roce 1845, sepsal si z této výpravy obsáhlé poznámky. Na jednu stránku svých zápisků o věznici napsal velkými tiskacími písmeny návrh jména svého protagonisty: „JEAN TRÉJEAN“. Když byla kniha konečně hotova, stal se z Tréjeana Valjean.
V roce 1841 Hugo zachránil prostitutku před zatčením za napadení. Krátkou část svého rozhovoru s policistou použil v románu při popisu Valjeanovy záchrany Fantiny z obdobné situace. Také strávil několik dovolených v městečku v Montreuil-sur-Mer.
Během povstání v roce 1832 se Hugo procházel pařížskými ulicemi, uviděl, že mu v jistých úsecích cestu zatarasují barikády a musel si najít úkryt před střelbou. Během pařížského povstání v únoru roku 1848 už sehrál aktivnější roli, procházel se ulicemi a pozoroval revoluční dění – potyčky mezi pracujícími a vojáky, barikády, vozy s municí. Po konci bojů nabádal lid k umírněnosti a dohlížel na úklid města, což zahrnovalo například bouraní barikád, pokládání nové dlažby a opravu rozbitých lamp. Avšak svým nápadem zavést po únorovém vítězství regentství se u občanů opory nedočkal, ba naopak. Jeden z povstalců mu v odpověď zamířil zbraní na hlavu.
Vše, co Hugo slyšel a viděl si zapisoval do deníku a přetvářel v inspiraci. V prosinci roku 1846 se stal svědkem potyčky mezi starou ženou prohledávající odpadky a dítětem z ulice, který by klidně mohl být Gavrochem. Také v roce 1846 osobně navštívil palác Conciergerie a v roce 1861 Waterloo, sesbíral informace o určitých průmyslech a o platech a životní úrovni pracujícího lidu. Požádal své milenky, Léonii d’Aunet a Juliette Drout, aby mu vyprávěly o životě v klášteře. Do románu vepsal i své osobní zážitky – například svatební noc Maria a Cosetty (Část 5, kniha 6, kapitola 1) se odehrává 16. února roku 1833, což odpovídá datu, kdy se Hugo úplně poprvé miloval se svou celoživotní milenkou Juliette Drouet.
Jako předloha Bídníků posloužily Tajnosti pařížské (Les Mystères de Paris) od Eugèna Sue, román na pokračování podobné délky, který se těšil velkému úspěchu v době svého vydání v letech 1842-43. Tajnosti pařížské, stejně jako Bídníci, pohlíží na život v současné Paříži očima utlačovaných a zločineckých vrstev, kterým se do té doby v románech moc reprezentace nedostalo, a také obsahuje detektivní zásahy a netečné aristokraty. Ačkoli s Bídníky sdílí sociálně progresivní charakter, je oproti nim více senzacechtivý a chybí mu hloubka Hugovy morální vize.

## Postavy

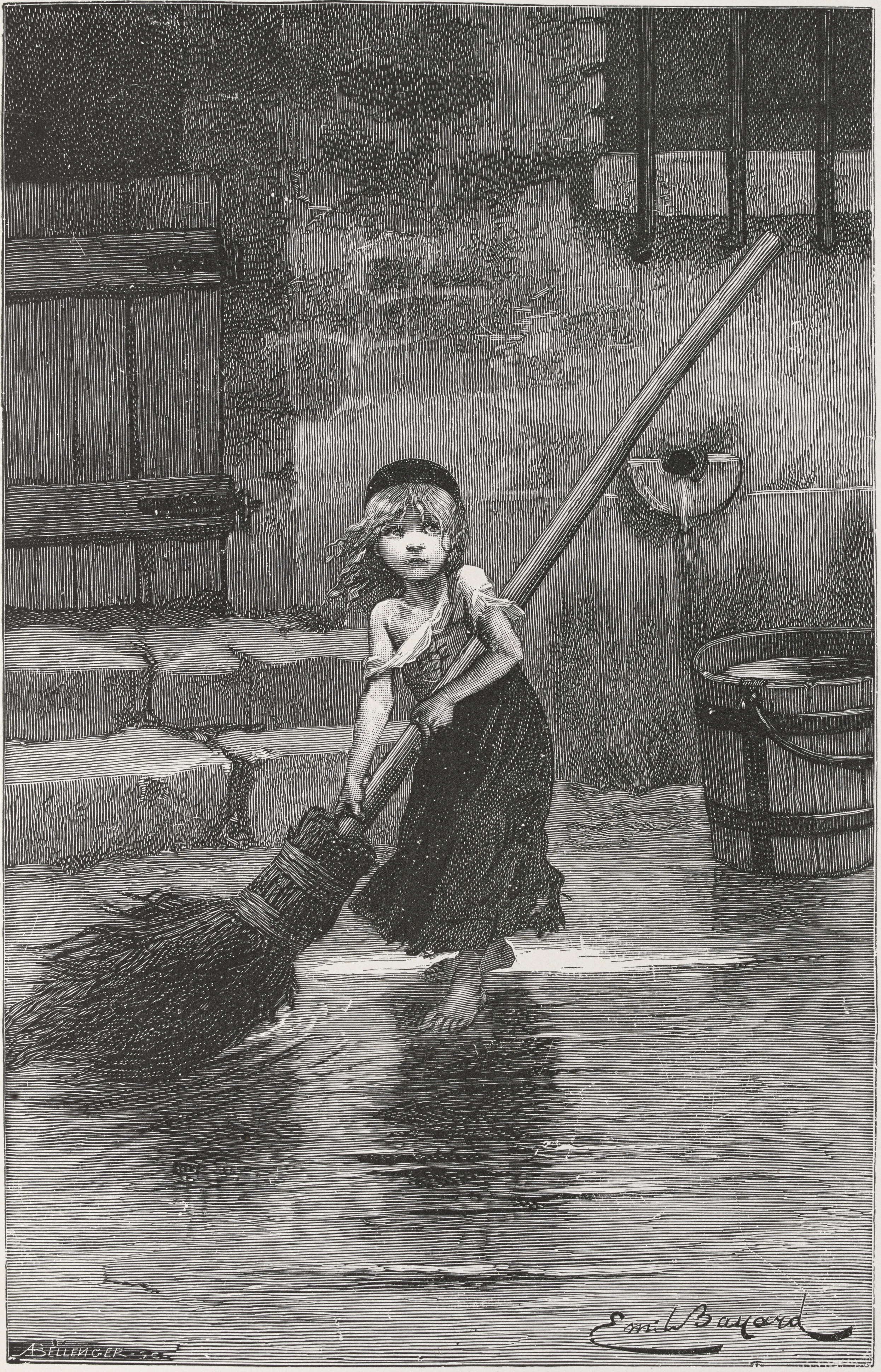
Cosetta, ilustrace Émila Bayarda

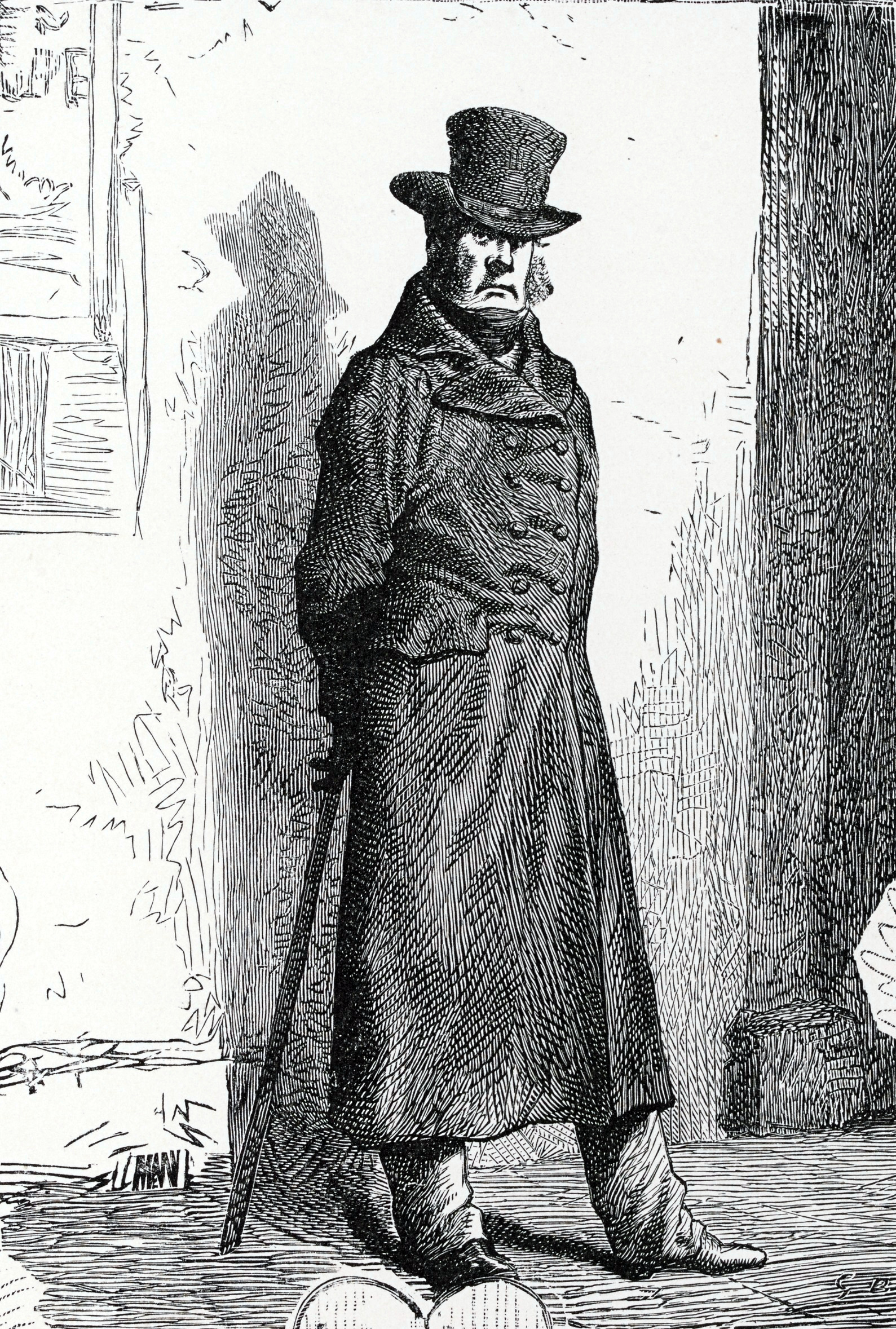
Javert, ilustrace Gustava Briona

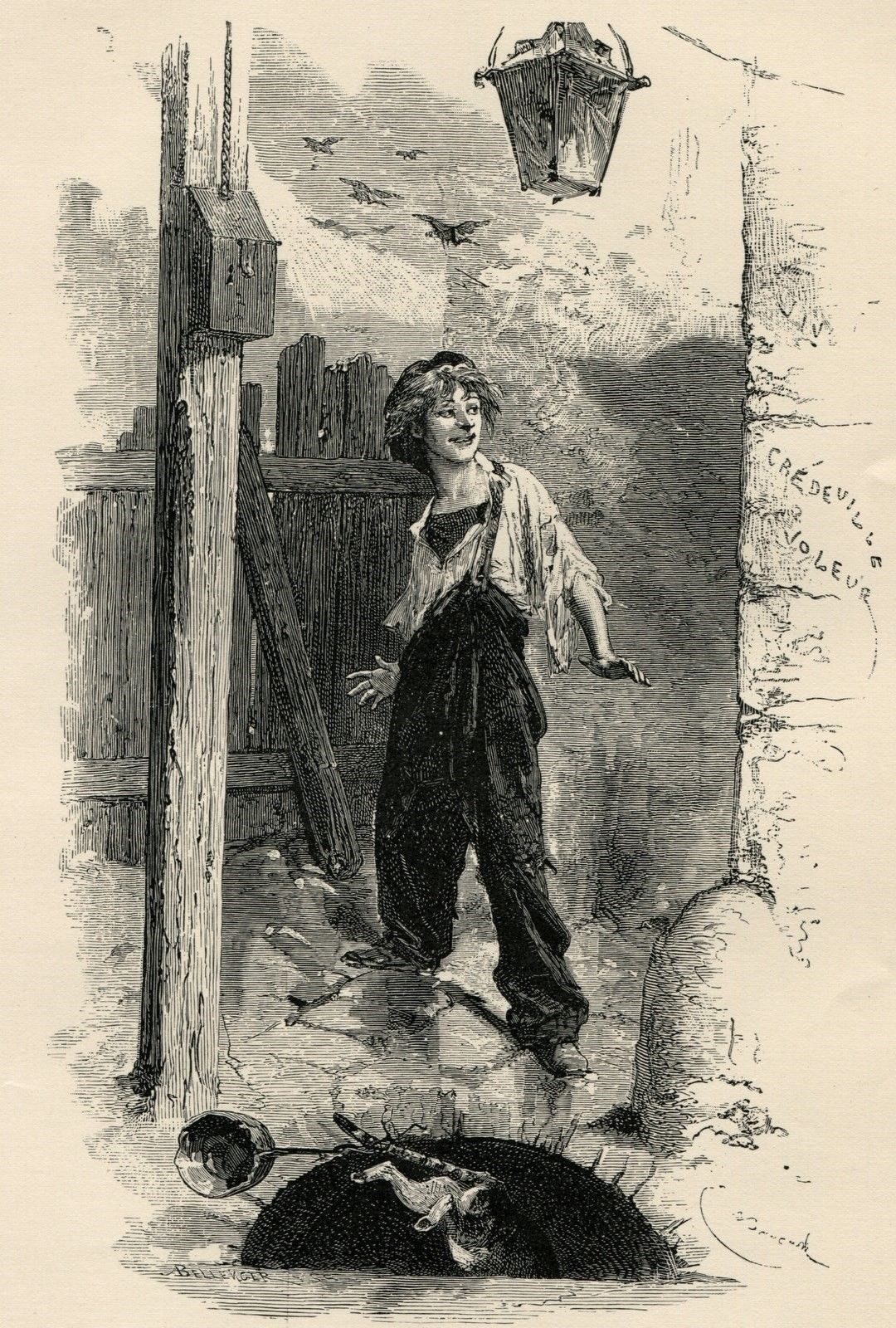
Gavroche, ilustrace Gustava Briona

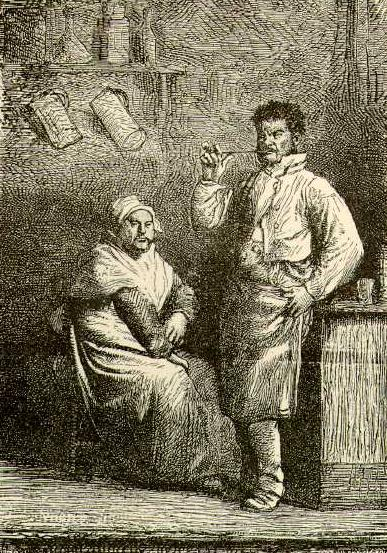
Thénardierovi, ilustrace Gustava Briona

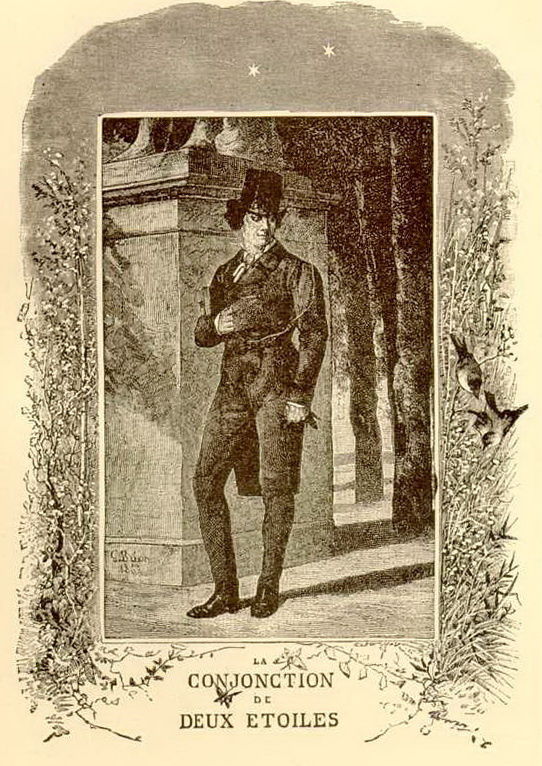
Marius, ilustrace Gustava Briona

Román obsahuje kromě hlavního hrdiny množství vedlejších i epizodních postav.
- Jean Valjean nebo též pan Madeleine či Ultime Fauchelevent je ústřední postavou románu. Tato jména používal, neboť se musel jako bývalý galejník skrývat před policií, zejména před neúnavným komisařem Javertem. Valjean se narodil ve vesnici Faverolles v Aisne, kde pracoval jako klestič stromů, čímž živil sebe, svou sestru a jejích sedm dětí. Během jedné tuhé zimy ukradl bochník chleba, aby děti neumřely hlady a za to si vysloužil pět let na galejích, avšak pokusy o zběhnutí mu trest prodloužily na devatenáct let, poté byl propuštěn na podmínku. Když vyšel z galejí, byl plný nenávisti, zloby a hořkosti k celému světu a to, jak ho společnost jakožto bývalého trestance ostrakizovala, tuto hořkost akorát prohlubovalo. V tomto duševním rozpoložení se setkal s biskupem Myrielem, jenž k němu byl soucitný, čímž Valjeana přesvědčil, aby svůj život zasvětil dobru. Zatímco Valjean později po cestě přemítal o biskupových slovech, zašlápl botou minci v hodnotě dvou franků, která spadla malému tulákovi jménem Gervác. Chlapec se snažil Valjeana probrat ze zamyšlení a dožadoval se svého penízu, ale Valjean mu odpověděl výhružkami. Až když chlapec utekl, uvědomil si, co provedl a začal tuláka shánět, avšak neúspěšně. Kolemjdoucími knězi sdělil své i chlapcovo jméno, dal mu minci, který ukradl a požádal ho, aby ho dal zatknout, ale kněz odjel. Rozhodnut žít čestný život přijmul Valjean nové jméno (pan Madeleine) a usídlil se v městečku Montreuil-sur-Mer, kde představil nové výrobní techniky a eventuálně založil dvě nové továrny, díky čemuž se stal nejbohatším člověkem v okolí. Městečko si ho chválilo a pan Madeleine se stal starostou. Po nějaké době se setkal s umírající Fantinou, matkou malé Cosettky. Konfrontoval Javerta, který ji chtěl zavřít do vězení na dobu šest měsíců pro napadení, vydal se policii, aby zachránil jiného muže, odvedl malou Cosettu od Thénardierových a stal se jí otcem, kterého nikdy nepoznala. Utekl s ní do Paříže, ale kvůli své štědrosti k chudým byl Javertem znovu objeven. Podařilo se mu vyhnout se dopadení a několik let se spolu s Cosettou skrýval v klášteře, kde vystupoval pod jménem Ultime Fauchelevent a pracoval jako zahradník. Zachránil Maria před vězením a pravděpodobnou smrtí na barikádě, po svatbě mu odhalil svou skutečnou identitu, byl odloučen od Cosetty, v důsledku čehož rychle zestárnul a znovu se s dvojící setkával těsně před svou smrtí.
- Fantina  se narodila v Monteruil-sur-Mer. Vyrůstala jako sirotek, své rodiče nikdy nepoznala. Jako náctiletá se přestěhovala do Paříže, kde prožila románek s bohatým mladíkem jménem Felix Tholomyès. Ten ji opustil a Fantina zůstala sama s malou dcerkou Cosettou. Tu nechala v péči Thénardierových, majitelů hostince ve vesnici Montfermeil. Paní Thénardierová rozmazlovala své dvě dcerky a Cosettu týrala. Fantina si našla práci v továrně pana Madeleina. Jelikož byla negramotná, potřebovala někoho, kdo by za ni psal dopisy Thénardierovým. Vedoucí továrny zjistila, že je nevdanou matkou a propustila ji. Aby mohla Fantina vyhovět neustálým žádostem Thénardierových o peníze, prodala své vlasy a dva přední zuby. Nakonec se uchýlila k prostituci - tou dobou už byla kvůli úmorné chudobě delší šas nemocná. Valjean o jejím utrpení dozvěděl, když byla zatčena Javertem za napadení měšťana, který ji urážel a hodil sníh pod šaty na nahá záda. Nechal ji odvést do nemocnice, ale nemoc ji oslabila natolik, že když se v jejím pokoji objevil Javert a prozradil jí nejen, že Valjean je trestanec, ale taky že jí nepřivedl dcerku (poté, co doktor podpořil její mylnou představu, že za ní Valjean jeden večer nepřišel právě proto, že jel do Montfermeil pro malou Cosettu), zemřela šokem.
- Thénardierovi – Pan a paní Thénardierovi, tito lidé jistě patří mezi ty, jež lze označit za hyeny lidské společnosti. Vždy využívají situace k vlastnímu prospěchu, přestože ublíží druhým. Těží z neštěstí jiných a ještě si nechávají platit. Nutno ale podotknout, že takové stvůry z nich učinila tato doba, snad i revoluce v roce 1789. Bylo totiž těžké přežít fyzicky, natož morálně. Pan Thénardier byl drobný nenápadný mužíček, zato jeho žena byla zrzavá, tělnatá, ošklivá. Autor ji popisuje jako obryni, mužatku. Velice milovala svá dvě děvčátka Eponinu a mladší Azelmu, ale své syny nenáviděla skoro stejně jako malou Cosettu, kterou k nim dala na výchovu zoufalá Fantina. Ze vztahu paní Thénardierové k holčičkám Fantina usoudila, že bude dobrou matkou i pro její dcerku. Velice se však mýlila. Ani Thénardier nebyl lepší. Nezáleželo mu na ničem, pouze na penězích a vlastním životě. V roce 1815 se toulal u Waterloo, okrádal mrtvé či zraněné, vždy byl na straně vítězů. Jen náhodou se přihodilo, že zachránil život plukovníkovi Pontmercymu. Ve vsi Montfermeil si otevřel hostinec U Seržanta od Waterloo. Později, když zkrachoval, se v Paříži živil jako zloděj a šejdíř. Pod moha pseudonymy psal dopisy s žádostmi o almužnu bohatým dobrodincům a předstíral například nezaměstnaného herce se šesti dětmi.
- Cosetta (pravým jménem Eufrasie, také známá jako “Skřivánek”, slečna Lanoire či Uršula) je nemanželskou dcerou Fantiny a Felixe Tholomyèse. Zhruba ve věku od tří do osmi let byla vychovávaná Thénardierovými, kteří ji bili a nutili otročit v jejich krčmě. Po smrti matky ji Valjean odkoupil a miloval ji jako vlastní. Vzdělání se jí dostalo v pařížském klášteře. Ač byla jako malá považována za ošklivou, vyrostla do krásy. Zamilovala se do Maria a ke konci románu se za něj provdala.
- Marius Pontmercy byl synem onoho plukovníka, jehož zachránil Thénardier v bitvě u Waterloo. Ale Marius byl od svého otce kvůli svému dědečkovi, panu Gillenormandovi, odloučen, takže se Marius otce znovu spatřil až po jeho smrti. Zbyl mu pouze list, ve kterém mu otec odkázal titul barona a tajemství o záchraně života u Waterloo. Marius se vždy snažil Thénardiera vypátrat a vyjádřit své díky, ale když ho našel, litoval toho, jaký je to ve skutečnosti zločinec. Marius byl velmi hrdý, nepřijímal dary od svého děda, raději se odstěhoval a žil v chudobě. Hluboce se zamiloval do mladičké Cosetty, kvůli které přemohl nenávist k dědovi, který neuznával jeho otce ani titul, a žádal jej o vystrojení svatby. Když Cosetta odjela se svým otcem (Jeanem Valjeanem) ze čtvrti, velice se obával, že ji ztratil navždy a chtěl se nechat zabít při povstáních v červnu 1832. Jean Valjean jej zachránil, takže se nakonec shledal s milovanou Cosettou.
- Inspektor Javert - Inspektor, který šel po Valjeanovi. Narodil se ve věznici jako syn trestance a kartářky. Obou rodičů se zřekl a začal pracovat jako bachař ve vězení, kde mimo jiné dohlížel na galejníky, mezi které patřil i Valjean (a právě tam se stal svědkem Valjeanovy ohromné síly). Po čase byl převelen k policii v Monterul-sur-Mer. Tam zatkl Fantinu, čímž se dostal s Valjeanem/Madeleinem do křížku. Starosta mu nařídil, aby ji propustil a odbyl ho před jeho vlastní četou. A tak Javert, toužící po pomstě, oznámil policejnímu inspektorovi, že vystopoval Jeana Valjeana. Bylo mu však řečeno, že se musel splést, neboť muž domněle považován za Valjeana už zatčen byl. Javert požádal pana Madeleina, aby ho propustil jako zostuzeného. Cítil potřebu být na sebe stejně tvrdý, jako byl na ostatní. Když se pravý Jean Valjean sám udal, Javert ho zatknul v nemocničním pokoji Fantiny. Dostalo se mu povýšení a stal se policejním inspektorem v Paříži. Když Valjean z vězení utekl, znovu se ho pokusil chytit, avšak neúspěšně. Skoro se mu ho podařilo lapit v Gorbeautově baráku, když zatýkal Thénardierovi a gang jménem Patron Minette. Když se později v utajení vetřel na barikádu, malý Gavroche vyzradil jeho identitu, čímž ho odsoudil k popravě. Valjean předstíral, že se tohoto úkolu ujímá, ale ve skutečnosti Javerta osvobodil. Znovu na sebe narazili, když Valjean táhl postřeleného Maria ven ze stoky. Javert se mu rozhodl pomoci, čímž mu oplatil jeho předchozí skutek z barikád. Společně dopravili raněného do domu jeho dědečka a odešli k domu Valjeana, aby se mohl rozloučit s Cosettou. Ale místo aby Javert uprchlého trestance zatknul, odešel. Nemohl uvést v soulad svou oddanost zákonu a poznání, že zákon a morálka nejsou vždy zajedno, což mu způsobilo vnitřní rozepře a problém s vlastním přesvědčením. Po napsání dopisu policejními prefektovi, ve kterém vylíčil hanebné podmínky ve věznicích a týraní odsouzenců, spáchal sebevraždu skokem do Seiny.
- Gavroche - nemilované prostřední dítě a prvorozený syn Thénardierových. Žil sám na ulicích Paříže a přespával v soše slona u zbořené Bastily. Krátce pečoval o své dva malé bratry, aniž by věděl, že jsou příbuzní. Odešel bojovat na barikády a byl zastřelen při sbírání nábojnic padlých vojáků Národní gardy.

## Obsah
Příběh začíná drobným zločinem, který spáchal ještě mladý střihač stromů Jean Valjean na konci 18. století. Chtěl ukrást chléb, a tak se vloupal do domu. Byl lapen a odsouzen na galeje. Několikrát se pokusil o útěk, ale vždy byl chycen. Celkem zde strávil 19 let. Když byl konečně propuštěn, bylo mu 46 let. Tenkrát chtěl chléb pro děti své sestry, svou rodinu, teď neměl na světě nikoho. Bloudil krajem, až se dostal k otci Myrielovi, u kterého přespal. Za tento dobrý skutek se Jean odměnil po svém: otce Myriela okradl. Když byl ale dopaden a předveden, biskup řekl, že ukradené stříbrné příbory tulákovi daroval. Sám předtím Valjeanovi řekl, že tyto věci patří všem. Jean Valjean byl opět volný. Doputoval až na jih do města Montreuil, kde zbohatl na černém sklu, které nakoupil za stříbro od otce Myriela. Vykonal mnoho dobrých skutků, včetně postavení nemocnice a továren, a lidé si ho vážili natolik, že si ho zvolili za starostu. Poznal Fantinou, která dala svou dcerku Cosettu k vychování rodině Thénardierových v Montfermeil, jelikož se bála, že by si jako svobodná matka nenašla zaměstnání. Pracovala v jeho továrně, dokud se právě nezjistilo, že má nemanželské dítě. Poté byla vyhozena a nucena shánět peníze, kde jen se dalo, až se nakonec uchýlila k prostituci. Tou dobou už byla nějaký čas nemocná. Přála si vidět dcerku, ale zemřela dříve, než se pan Madeleine, což bylo Valjeanovo nové jméno, stihl vydat na cestu do Montfermeil. Cosseta se stala sirotkem, otce vůbec neznala. Jean Valjean se jí ujal a společně odešli do Paříže, pryč od zlých Thénardiérových, kteří Cosettu jen využívali ji k práci a ještě si za to nechávali od Fantiny platit. Celou dobu Valjeana pronásledoval policista Javert, který ho poznal na galejích. Valjean byl totiž z galejí propuštěn na podmínku a když odešel do Montreuil, porušil ji a musel se tedy skrývat před policií - právě proto si změnil jméno. V Paříži se živil jako zahradník v dívčím klášteře, aby mohl často vídat Cossetku. Když bylo dívce zhruba třináct let, odstěhovali se do domu poblíž Invalidovny. Často se procházeli v Lucemburské zahradě, kde se do dívky zamiloval mladý student Marius Pontmercy, který právě utekl z domu svého dědečka kvůli politickým neshodám.
Když Cosetta se svým otcem přestala zahradu navštěvovat, bál se Marius, že ji už nikdy nenajde. Tehdy bydlel student v domě s Thénardierovými, ale nevěděl o tom, dokud jednoho dne přišel do doupěte Thénardierových pan Fauchelevent s Cosettou. Přinesli rodině jídlo a oblečení, ale místo vděku je chtěl Thénardier jen vydírat a okrást. Marius se o tom však dozvěděl, informoval policii a zločince zatkli ještě před tím, než stačili někomu ublížit. Thénardier z vězení uprchl, ale jeho žena tam zemřela. Marius díky tomu našel Cosettu a dozvěděl se, že i ona je do něj zamilovaná. Mezitím se začala Paříž bouřit. Pan Fauchelevent se z těchto důvodů odstěhoval i s Cosettou do jiné čtvrti a chystal se odcestovat do Londýna. Když se to Marius doslechl, myslil si, že Cosettu navždy ztratil. Ze žalu odešel na barikádu téměř na jistou smrt, odkud poslal Cosettě dopis na rozloučenou, kde ji zpravil o své předpokládané smrti. Tento list se ale dostal do rukou pana Faucheleventa, který se okamžitě vydal za Mariem. Na barikádě již všichni padli, děti Thénardierových - Eponina, která byla do Maria zamilovaná, a Gavroche - i Mariovi přátelé. Jean Valjean zachránil Maria právě, když padal k zemi raněn a vyvlekl ho ven pařížskými kanály. V podzemí potkal Thénardiera okrádajícího padlé, který Valjana nepoznal a považoval ho za vraha táhnoucího svou oběť. Když Valjean vylezl z kanálů, zastavil ho Javert, který se však dal přesvědčit, aby pomohl odvézt Maria do domu jeho dědečka, jak to měl mladík napsáno na lístečku v náprsní kapse v případě smrti. Valjeana ovšem nikdo nepoznal a Mariův zachránce zůstal neznámý. Javert si uvědomil, že jeho vnímání světa nebylo zcela správné a že svým rigidním lpěním na zákonech nejednal vždy dobře. Poznal, jak se ve Valjeanovi spletl a nevěděl, jestli ho má nechat zavřít nebo na svobodě. Vyřešil to skokem do Seiny, za pár dnů jej našli na dně řeky. Pan Fauchelevent mohl žít tedy bez obav. Ačkoli byl Marius těžce raněn, za několik měsíců se zcela uzdravil, ale zachránce stále neznal. Jeho děd mu udělil svolení ke svatbě s Cosettou, kterou mezitím našli.
Po svatbě mladého páru se Jean Valjean svěřil Mariovi s trestaneckou minulostí. Marius, který neměl veškeré potřebné informace, začal svým tchánem opovrhovat a Valjeanovy návštěvy u Cosetty se značně omezily. Kvůli tomu se zhoršil i jeho zdravotní stav. Jednoho dne za panem Pontmercym přišel jakýsi muž, že má na prodej tajné informace o jeho tchánu. Marius okamžitě poznal zločince Thénardiera, ale nechal ho mluvit. Povídal, jak v kanálech viděl Valjeana vléct mrtvolu, kterou okradl. Ale Mariovi došlo, že mluví o něm a jeho zachránci. Vlastně byl Thénardierovi vděčný, vyhodil ho s penězi, aby mohl se svou dcerou Azelmou odjet do Ameriky. Thénardier se tam opravdu vydal, ale poctivému životu se nevěnoval, obchodoval s otroky. Marius se rychle rozjel s Cosettou za otcem Faucheleventem. Ten právě prožíval poslední hodinu svého života, ale byl nesmírně šťasten, že ještě mohl naposledy spatřit Cosettku, pro kterou se stal skutečným otcem, a že mu Marius odpustil.

## Vliv a ohlas díla
Autor ostře kritizuje rozdělení francouzské společnosti 19. století, v čemž je možno vidět prvky nastupujícího realismu a naturalismu.
Příběh románu ilustruje několik rovin společenských a lidských předsudků a poukazuje na nespravedlnost společenských řádů. Při hlubším zkoumání díla nelze přehlédnout tendenční pojetí, v té době velmi populární, částečně namířené proti konzervativním společenským zvyklostem a tradicím. Postoj k revolučnímu hnutí je nejednoznačný, autor zdůrazňuje Valjeanovo vykoupení z minulosti a životní moudrost a odvahu obětovat se pro nastupující generaci Cossety a Maria. Absurdita revolty je naturalisticky popsána v postavě Gavroche, malého chlapce, který je zastřelen, když pomáhá sbírat munici mezi barikádami. Humanistickým Valjeanem je láska Cossety k Mariovi postavena nad tragédii revolty při záchraně Maria.
Na rozdíl od realistických autorů cítíme absenci barvité popisnosti, důraz je kladen na psychologii postav, které se profilují pod vlivem životních zkoušek. Do úvahy je třeba vzít skutečnost, že autor spoléhal do značné míry na příběh. Humanistický pohled a nezdolnost charakterů hlavních postav kontrastují s neúprosnou realitou společenského řádu, politickým napětím, a až naturalistickým líčením prostředí života chudiny. Do historie se svou působivostí zapsala zejména scéna, ve které Valjean uniká pařížskými kanály.

## Soudobé přijetí románu
Vydání románu bylo vysoce očekávanou událostí, jelikož Victor Hugo byl v polovině devatenáctého století považován za jednoho z největších francouzských básníků. Deník New York Times oznámil jeho nadcházející publikaci již v dubnu roku 1860. Hugo svým nakladatelům zakázal před samotným vydáním příběh sumírovat či zveřejňovat jeho úryvky. Přikázal jim, aby stavěli na jeho předešlých úspěších a navrhl toto řešení: Toho, co Victor H. udělal pro gotický svět v Notre-Dame de Paris (Chrám Matky Boží v Paříži), dosahuje pro moderní svět v Les Misérables (Bídníci)”. První kniha "Fantina" byla vydaná 4. dubna 1862 v Paříži, Bruselu, Londýně a dalších evropských městech. Vydání předcházela masivní reklamní kampaň a jen v Paříži se prvního dne prodalo všech 6 000 výtisků.
Reakce kritiků byly různorodé a často negativní. Některým se zdálo samotné téma amorální, jiní si stěžovali na přehnanou sentimentalistu, další znepokojovalo Hugovo zřejmé sympatizování s revolucionáři. 17. srpna 1862 napsal L. Gauthier ve večerníku Le Monde: „Člověk nemůže číst všechny ty podrobnosti ohledně úspěšného plánování povstání, které pan Hugo sdílí, aniž by nepocítil nepotlačitelný odpor". Bratřím Goncourtovým se román zdál umělý a neuspokojivý. Flaubert v díle nenacházel „ani pravdu, ani velkolepost“. Stěžoval si, že postavy jsou jen hrubými karikaturami, které „sice mluví moc hezky – avšak všechny stejně“. Knihu označil za „infantilní“ snahu, která přinese Hugově kariéře konec jako „pád boha“. Charles Baudelaire Huga v novinové recenzi pochválil za to, že úspěšně zaměřil pozornost veřejnosti na společenské problémy, ale věřil, že taková propaganda je opakem umění. V soukromí román hanil jako „odporný a neobratný“ (immonde et inepte).
Dílo mělo komerční úspěch a kniha byla populární již od samotného vydání. Stejného roku byla přeložena hned do několika jazyků, včetně italštiny, řečtiny a portugalštiny. Stala se populární nejen ve Francii, ale napříč Evropou i mimo kontinent.

## Adaptace

### Film

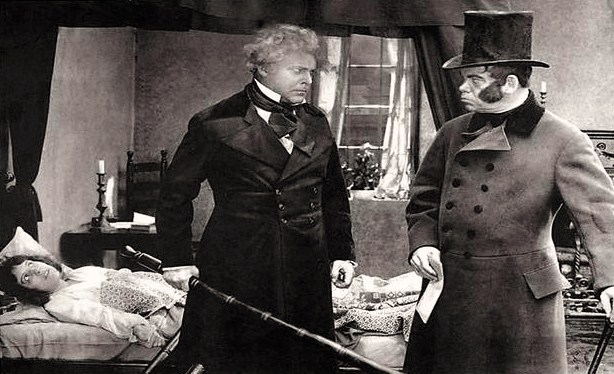
Bídníci, americký němý film z roku 1917.

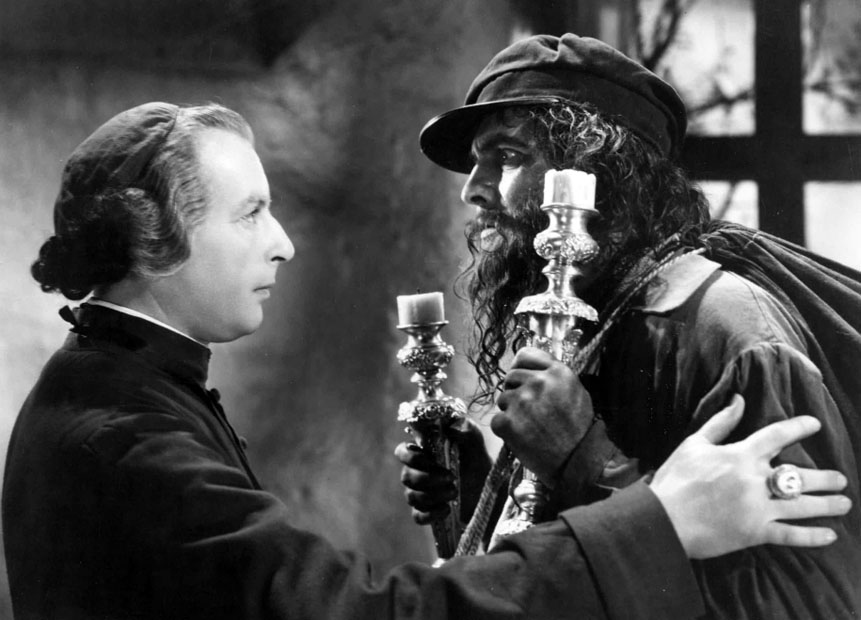
Bídníci, americký film z roku 1935.

- 1909 Bídníci (film, 1909) (Les Miserables), americký němý film, v roli Jeana Valjeana Maurice Costello.
- 1912–1913 Bídníci (film, 1913) (Les Misérables), francouzský němý film, režie Albert Capellani, v roli Jeana Valjeana Henry Krauss.
- 1917 Bídníci (film, 1917) (Les Misérables), americký němý film, režie Frank Lloyd, v roli Jeana Valjeana William Farnum.
- 1925 Bídníci (film, 1925 (Les Misérables), francouzský němý film, režie Henri Fescourt, v roli Jeana Valjeana Gabriel Gabrio.
- 1934 Bídníci (film, 1934) (Les Misérables), Francie|francouzský film, režie: Raymond Berna, hrají: Charles Vanel, Jean Servais, Orane Demazis, Josseline Gaël
- 1935 Bídníci (film, 1935) (Les Misérables), americký film režie: Richard Boleslawski, hrají: Fredric March, Charles Laughton, Cedric Hardwicke
- 1958 Bídníci (film, 1958) (Les Misérables), francouzsko-italsko-německý film a patrně nejslavnější adaptace, režie: Jean-Paul Le Chanois, hrají: Jean Gabin, Bernard Blier, Lucien Baroux
- 1978 Bídníci (film, 1978) (Les Misérables), anglický televizní film, režie: Glenn Jordan, hrají: Richard Jordan, Anthony Perkins, Cyril Cusack, Claude Dauphin, Ian Holm
- 1982 Bídníci (film, 1982) (Les Misérables), francouzský televizní film, režie: Robert Hossein, hrají: Denis Lavant, Lino Ventura
- 1995 Bídníci 20. století (Les Misérables), francouzský film, volná adaptace odehrávající se během 2. světové války, režie: Claude Lelouch, hrají: Jean-Paul Belmondo, Alessandra Martines
- 1998 Bídníci (film, 1998) (Les Misérables), anglicko-německý film, režie: Bille August, hrají: Liam Neeson, Geoffrey Rush, Uma Thurman, Claire Danesová, Zdeněk Hess, Jan Kuželka, Miroslav Táborský
- 2000 Bídníci (minisérie) (Les Misérables), francouzsko-italsko-španělsko-německý televizní seriál, režie: Josée Dayan, hrají: Gérard Depardieu, Christian Clavier, John Malkovich, Virginie Ledoyen, Enrico Lo Verso
- 2012, Bídníci (filmový muzikál) (Les Misérables), britský film, režie: Tom Hooper, hrají: Hugh Jackman, Russell Crowe, Anne Hathawayová, Amanda Seyfriedová

### Muzikál Bídníci
Muzikál Bídníci (Les Misérables), dílo tvůrčí dvojce Clauda-Michel Schönberga a Alaina Boublila, měl světovou premiéru ve francouzštině 22. září 1980 v Paříži v divadle Palais des Sports. O pět let později byl přepracován a uveden v londýnském divadle Barbican, odkud se přesunul na West End a v roce 1987 na Broadway. Postupně byl muzikál uveden ve 21 jazykových verzích. Jedná se druhý nejdéle hraný muzikál vůbec.
V Česku se muzikál krátce hrál v roce 1992 v Divadle na Vinohradech, v roce 2003 se Muzikál Bídníci hrál v Goja Music Hallu na pražském Výstavišti (obsazení: Jean Valjean – Jan Ježek, Karel Černoch, David Uličník; Javert – Daniel Hůlka, Tomáš Bartůněk, Josef Štágr; Fantine – Helena Vondráčková, Šárka Marková, Kateřina Brožová, Jitka Čvančarová; Eponine – Leona Machálková, Magda Malá, Markéta Sedláčková,Leona Černá; Thénardier – Jiří Korn, Libor Žídek).
V roce 2009 se muzikál Bídníci hrál v Městském divadle Brno, na Hudební scéně (Režie: Stanislav Moša; hrají: Jean Valjean – Petr Gazdík, Jan Ježek; Javert – Igor Ondříček, Petr Štěpán, Lukáš Vlček; Fantine – Markéta Sedláčková, Lenka Janíková, Hana Fialová, Eva Jedličková).
V roce 2024 se muzikál Bídníci opět vrátil do Goja Music Hall na pražském Výstavišti (obsazení: Jean Valjean - David Uličník, Petr Gazdík, Javert - Radim Schwab, Josef Štágr, Fantine - Kateřina Brožová, Monika Sommerová, Eponine - Felicita Prokešová, Kateřina Herčíková, Marius - Lukáš Randák, Tomáš Löbl, Cosetta - Natálie Grossová, Adéla Haviar, Thénardier - Petr Matuszek, Bronislav Kotiš, Jan Urban, madam Thénardier - Renáta Podlipská, Venuše Dvořáková, Enjolras - Tomáš Vaněk, Dětské role – Eva Cichovská, Anežka Hezká, Darja Kňavová, Andrea Kohoutová, Mariana Mezerová, Sofie Petráková, Emma Nicole Rose, Valentina Vozňuk, Marie Anna Červinková, Matěj Hezký, Thomas Kocian, Tobiáš Skružný, Adam Šrámek, Prokop Česaný).

## Česká vydání
- Bídníci, Ignác Leopold Kober, Praha 1863–1864, přeložil Vincenc Vávra Haštalský.
- Bídníci, Jan Otto, Praha 1897–1899, přeložil Emanuel Čenkov. Dostupné online.
- Bídníci, Josef Richard Vilímek, Praha 1911, přeložil Augustin Spáčil, znovu 1928.
- Bídníci, Kober, Praha 1914–1915, přeložil Edgar Theodor Havránek.
- Bídníci, Antonín Svěcený, Praha 1918, přeložila Marie Majerová, znovu 1923, 1924 a 1928.
- Bídníci, Ladislav šotek, Praha 1923, přeložil K. Herrman, znovu 1925 a 1926.
- Bídníci, Rodinná knihovna, Henning Franzen, Praha 1928, přeložili Karel Čvančara, Jiří Nový a Pavla Moudrá, znovu Mars, Praha 1931.
- Bídníci, Julius Albert, Praha 1932, společný překlad profesora J. Vičara, V. Vitingera a Běly Vrbové-Pavlouskové.
- Bídníci, SNDK, Praha 1950, přeložil Václav Sýkora.
- Ubožáci, SNDK, Praha 1961, přeložila Marie Majerová, znovu Albatros, Praha 1969 a 1974.
- Bídníci, Odeon, Praha 1975, přeložila Zdeňka Pavlousková, znovu 1984 a Academia, Praha 2001 a 2010.
- Bídníci, Dobrovský s.r.o., Praha 2014, přeložil Augustin Spáčil.
- Bídníci, 1400, Praha 2024, přeložila Zdeňka Pavlousková.